# Hermann Hunger
Pour les articles homonymes, voir Hunger.
Hermann Hunger (né le 30 juin 1942 à Bautzen, en Allemagne) est un assyriologue autrichien, spécialiste notamment de l'astronomie babylonienne.

## Biographie
Fils du byzantiniste Herbert Hunger, il étudie l'assyriologie de 1960 à 1966, d'abord à l'université de Vienne, puis à l'université de Heidelberg (1963–1964), et enfin à l'université de Münster (1964–1966), où il obtient son doctorat en 1966.
De 1967 à 1970, il est assistant de recherche à l'Institut archéologique allemand à Bagdad.
Il est professeur associé à l'Institut oriental de l'université de Chicago de 1976 à 1978, puis professeur agrégé d'assyriologie à l'université de Vienne de 1978 à 2007.
Membre de l'Académie autrichienne des sciences et de la Société américaine de philosophie, il devient membre honoraire de l'American Oriental Society en 2010.
Il est également l'un des rédacteurs du journal scientifique Archiv für Orientforschung, l'un des journaux les plus prestigieux dans le domaine des études du Proche-Orient ancien.

## Publications sélectives
- Astral Sciences in Mesopotamia (avec David Pingree), Leiden & Boston, BRILL, 1999.  (ISBN 9004294139)
- Astrological Reports to Assyrian Kings, Helsinki, Helsinki University Press, 1992.
- MUL.APIN : An Astronomical Compendium in Cuneiform (avec David Pingree), Horn, F. Berger, 1989.
- (en) Astronomical diaries and related texts from Babylonia [PDF], d'Abraham Sachs : complété et édité par Hermann Hunger. Académie autrichienne des sciences, Vienne, 1988.